# 植田大輝
植田 大輝（うえだ だいき、1996年9月4日 - ）は、日本の元子役タレント。埼玉県出身。血液型B型。

## 出演

### テレビドラマ
- ちびまる子ちゃん（2006年、フジテレビ）長山治 役

### その他のテレビ番組
- キッザニアTV（2007年、BSフジ）リポーター

### オリジナルビデオ
- 血涙の代紋〜終わらないクリスマス〜（2006年）小学生 役
- 都市伝説物語ひきこ（2007年）沢村聡（少年時代） 役

### CM
- 日本マクドナルド ハッピーセット・カーズ篇（2006年）